# 傅焕光
傅焕光（1891年—1972年），字志章，男，江苏太仓人，中国林学家、水土保持学家，曾任中国林学会理事，第三届全国人大代表。